# Кольдінгхус
Замок Кольдінгхус (дан. Koldinghus) — королівський замок в Данії, розташований в місті Кольдинг (дан. Kolding) у південно-центральній частині півострова Ютландія. Побудований у XIII ст., він довгий час залишався одним з найважливіших королівських замків Данії. Тут була фортеця, королівська резиденція, руїни, а тепер музей.

## Історія
Замок Кольдінгхус побудував у 1268 році король Ерік Гліппін на південному кордоні свого царства для захисту від герцогства Шлезвіг. Протягом наступних століть замок розбудовували і розширювали. Близько 1600 року він отримав свій характерний профіль, коли Кристіан IV побудував Гігантську вежу. Під час Дансько-шведської війни (1657–1660) замок постраждав, але був відновлений. У 1808 році Кольдінгхус повністю згорів, коли в ньому розміщувались іспанські війська. Фредерік VI вирішив залишити його в руїнах.

## Відбудова
У 1890 році був заснований музей Кольдінгхус, він переїхав до замку у 1892 році, коли було відбудоване північне крило. У 1915 році було також відновлене західне крило і в ньому розмістили Бібліотеку архітектора Йоргена Гансена Коха з Королівської бібліотеки. У 1935 році церкву і великий зал покрили плоскими дахами і була відбудована Гігантська вежа. В руїнах залишалися південне і три східних крила.
У 1976–1993 роках замок відновили повністю з використанням сучасних захисних матеріалів. Сьогодні тут функціонує музей, в якому представлені колекції меблів з XVI століття по теперішній час, предмети римської і готичної церковної культури, роботи ранніх данських живописців та ін., також проводяться тематичні виставки.